# Hendrik Timmer
Hendrik Timmer, Henk Timmer (ur. 8 lutego 1904 w Utrechcie, zm. 13 listopada 1998 w Bilthoven) – holenderski tenisista, reprezentant kraju w Pucharze Davisa, medalista olimpijski.
Praworęczny Holender zaliczał się do europejskiej czołówki tenisowej w latach 20. i 30. XX w. i jest uważany za najlepszego gracza swojego kraju do czasu sukcesów Toma Okkera. W 1934 Harry Hopman określił Timmera jako jednego z najlepiej grających na twardych kortach, a William Tilden uznał Holendra za wszechstronnego zawodnika. Zdobył 23 tytuły mistrza Holandii, z czego 9 w grze pojedynczej. W 1927 i 1929 dochodził do ćwierćfinału Wimbledonu. W parze z rodaczką Keą Bouman zdobył brązowy medal olimpijski na igrzyskach w Paryżu w 1924 w konkurencji gry mieszanej. W grze pojedynczej na tych igrzyskach doszedł do trzeciej rundy.
Na szczególną uwagę zasługują występy Holendra w Pucharze Davisa. Timmer startował w latach 1923–1936 – zarówno jako singlista, jak i deblista – i należy do niego kilka rekordów reprezentacji. Miał na koncie najwięcej zwycięstw w grze pojedynczej w historii zespołu holenderskiego (32 wygrane mecze) i najwięcej zwycięstw ogółem (43 wygrane mecze). W deblu rekord zwycięstw należy do dużo młodszego Paula Haarhuisa. Łączny bilans występów Timmera w Pucharze Davisa to 43 zwycięstwa i 22 porażki (w grze pojedynczej 32 zwycięstwa i 15 porażek). W ramach tych rozgrywek Holender pokonał m.in. znanych reprezentantów Czechosłowacji Jana Kozeluha i Rodericha Menzla w 1930. Z Kozeluhem Timmer wygrał również w 1925, kiedy przyczynił się do awansu Holandii do finału strefy europejskiej Pucharu Davisa; w tymże europejskim finale Holendrzy nie odegrali jednak większej roli, przegrywając 0:4 z ekipą francuską, słynną później jako „Czterej Muszkieterowie Tenisa” (Timmer przegrał w czterech setach z René Lacoste).
Timmer był wszechstronnym sportowcem. Uprawiał także golfa, badminton, hokej na trawie, squash (mistrz Holandii 1941). Trzykrotnie startował w znanych holenderskich zawodach w łyżwiarstwie szybkim Elfstedentocht („wyścig jedenastu miast”). Otrzymał tytuł członka honorowego International Lawn Tennis Club van Nederland, a jego imię nadano cyklowi turniejów, w którym rywalizują holenderskie szkoły tenisowe. Timmer dożył jeszcze wielkiego sukcesu holenderskiego tenisa – zwycięstwa wimbledońskiego Richarda Krajicka w 1996. Zmarł dwa lata później w wieku 94 lat; zbiegiem okoliczności cztery dni później zmarła również jego partnerka z igrzysk olimpijskich Kea Bouman.